# ウノ・アタック
ウノ・アタック（Uno Attack、英国とカナダではUno Extremeと呼ばれることもある）は、Mattelから販売されている、カードゲームのウノの派生商品である。
ウノ・アタックには112枚（以降のバージョンでは106枚）のカードと、電池で動く、カード発射用の機械がついている。 リリースは1998年である。
ウノ・アタックにおいて、通常のウノと異なる点は「山札からカードを引く」動作が、「機械のボタンを押す」ことに置き換えられている点で、ボタンを押すと0枚以上のカードが機械から発射される。0枚以上のため、1度押しただけでは発射しないことも有り得る。

## カード発射装置
ウノ・アタックには3本の単二電池で動作する、このゲーム専用の発射装置がついている。発射装置には、カードの捨て場となる部分と、山札を引く代わりに押すボタンが存在する。前述した通り、山札を直接触ることができないので、ボタンを押すことにより、発射装置が動作し、カードを引くことになる。なお、押した時にカードが発射されないことも有る。

## 通常のウノと異なる点
ウノ・アタックでは、通常のウノと異なる点が多くある。
異なる点は、以下の通り。
- 前述した通り、発射装置の内部に山札がセットされてしまうため、カードを山札から1枚ずつ引くことはできない。よって、発射装置のボタンを押すことでカードを引いた、とみなす。
- プレイ中に、手札が残り1枚になった場合、通常と同様に「ウノ！」と大きい声で宣言する。宣言を忘れた場合、指摘されることでペナルティが発生する。通常のウノではカードを2枚引くが、ウノ・アタックでは、ボタンを2回押すことによってペナルティとする。加えて、「残り1枚でないのに誤って宣言した」場合もペナルティとなる。この場合も、同様にボタンを2回押さなければならない。
- プレイヤーは手札からプレイできる(場に出せる)カードがあったとしても、出さずにカードを引くことができる。通常のウノでは1枚引いて次の人に移るが、ウノ・アタックではやはりボタンを押すことに代わるため、1回押して終了とする。
- 他人のカードを見たりしてしまった場合、ボタンを4回押すペナルティが課せられる。
- カードが発射された後、稀に発射装置の発射口にカードが挟まってしまうことがある。このカードも発射されたものとして、ボタンを押した人が引き取る必要がある。
- 「ワイルドドロー４」は、後述の「ワイルドヒットファイア」、「ワイルドオールヒット」に置き換えられている。「ワイルドヒットファイア」は誰か１人を指名し、カードが発射されるまでボタンを押す。「ワイルドオールヒット」はプレイされた時点でプレイした人を除く全員がボタンを2回押さなければならない。

## カード
ウノ・アタックでは以下のカードを使用する。
- 各色(赤、青、緑、黄色)の1~9が2枚ずつ
- 各色の「リバース」2枚ずつ
- 各色の「スキップ」2枚ずつ
- 各色の「ヒット２」2枚ずつ
- 各色の「ディスカードオール」１枚ずつ
- 各色の「トレードハンド」１枚ずつ
- 「ワイルド」4枚
- 「ワイルドヒットファイア」2枚
- 「ワイルドオールヒット」2枚

各カードの効果を以下に示す。
- リバース-プレイの周り順を時計回り←→反時計回りで切り替える。時計回りなら反時計回りに、反時計回りなら時計回りになる。
- スキップ-次の人の手番は何もせずその次の人の手番に移る。
- ワイルドカード-このカードはどのカードが場に出ていてもプレイできる。カードを出したプレイヤーは次のプレイヤーが出す色を指定し、プレイを続ける。このカードは他にプレイできる手札があったとしても使うことができる。
- ヒット2-このカードがプレイされたとき、次のプレイヤーは発射装置のボタンを2回押さなければならない。なお、2回ボタンを押すだけで押した後にカードのプレイはできない。そのまま、さらに次のプレイヤーの手番になる。
- ディスカードオール-このカードを使うことで、「ディスカードオール」と同じ色のカードを手札からすべて捨てることができる。例えば、黄色の７が場に出ている場合、黄色のディスカードオールを使うことができ、手札から黄色いカードを好きなだけ捨てることができる。ただし、最も上に「ディスカードオール」を置くようにする。（ディスカードオールが最も上に置いてある場合、その上に別の「ディスカードオール」が出せるので、ディスカードオールを連続して使用することもできる。）
- トレードハンド-このカードを出した後、誰か１人を指名し、持っている手札すべてを指名した人と交換する。
- ワイルドヒットファイア-このカードはワイルドと同じように、場のカードが何であれプレーできる。次にプレイできるカードの色を指定し、手番はそのまま次のプレイヤーに移る。次のプレイヤーは「カードが発射されるまで」ボタンを何度も押し続けることになる。カードが発射されたら引き取り手札に加え、さらに手番が次のプレイヤーに移る。
- ワイルドオールヒット-このカードはワイルドと同じように、場のカードが何であれプレーできる。次にプレイできるカードの色を指定する。その後、他のプレイヤーは全員2回ずつボタンを押す。

## バリアントルール
- 修正されたウノアタック：プレイヤーが記号カード、特にヒット2などをプレイした場合、以降のプレイヤーはボタンを押す代わりに、色は関係なく、同じ記号のカードをプレイしても構わない。これを順番に回していき、プレイできなくなった人が、今までのカードの効果をすべて受ける。